# Вайтанги
Вайтанги или Ваитанги (англ. Waitangi) — район новозеландского города Пайхия, который находится в регионе Нортленд недалеко от залива Бей-оф-Айлендс. Общая численность жителей Вайтанги и Пайхии составляет около 7 250 человек. Население живёт преимущественно благодаря туризму, некоторые жители города занимаются рыболовством, а также строительством лодок.

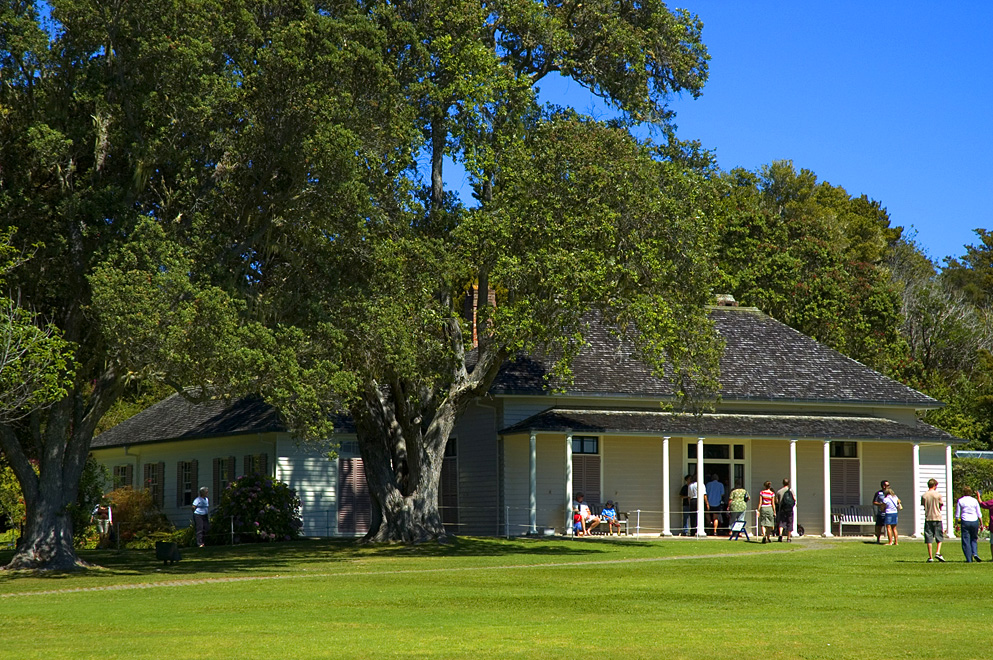
Дом Вайтанги, место подписания договора.

6 февраля 1840 года во временно разбитом шатре с названием «здание соглашения» состоялась совместная ратификация договора Вайтанги представителями Великобритании и руководителями маори из союза объединённых племен Новой Зеландии. По государственному соглашению Новая Зеландия официально приобрела статус колонии и, таким образом, вошла в состав Британской Империи. Эта дата считается «днём рождения» современной Новой Зеландии, а 6 февраля отмечено как национальный праздник страны — День Вайтанги.